# Diocèse de Brownsville
Le diocèse de Brownsville (en latin, Dioecesis Brownsvillensis) est un territoire ecclésiastique de l'Église catholique aux États-Unis qui a son siège à la cathédrale de l'Immaculée-Conception (en) de Brownsville. Il est érigé le 10 juillet 1965, par détachement de celui de Corpus Christi.

## Histoire
Un premier siège épiscopal est créé à Brownsville le 18 août 1828 : le vicariat apostolique de Brownsville. Il est issu d'un démembrement du diocèse de Galveston. Le 23 mars 1912, le vicariat apostolique devient pleinement diocèse, mais le siège est déplacé à Corpus Christi : le vicariat subsiste donc dans le diocèse de Corpus Christi.
Pour la liste des vicaires apostoliques de Brownsville, voir la liste des évêques de Corpus Christi.
Le 10 juillet 1965, par décision du pape Paul VI, le siège épiscopal de Brownsville est à nouveau créé et prend autorité sur une partie sud de diocèse de Corpus Christi.

## Territoire
Le diocèse s'étend à l'extrémité sud du Texas et couvre les comtés de Cameron, Hidalgo, Starr et Willacy.

## Liste des évêques

### Ordinaires du diocèse
| Début            | Fin               | Nom                     | Commentaire                                                                                            |
| ---------------- | ----------------- | ----------------------- | --- |
| 9 juillet 1965   | 1er novembre 1965 | Adolph Marx             | auparavant évêque auxiliaire de Corpus Christi. Mort en fonction.                                      |
| 14 avril 1966    | 8 septembre 1970  | Humberto Sousa Medeiros | Nommé archevêque de Boston (Massachusetts). Cardinal (1973).                                           |
| 27 avril 1971    | 30 novembre 1991  | John Joseph Fitzpatrick | Auparavant évêque auxiliaire de Miami. Démissionnaire.                                                 |
| 30 novembre 1991 | 17 juillet 1994   | Enrique San Pedro, S.J. | Nommé coadjuteur le 13 août 1991. Auparavant évêque auxiliaire de Galveston-Houston. Mort en fonction. |
| 23 mai 1994      | 9 décembre 2009   | Raymundo Joseph Peña    | Auparavant évêque auxiliaire de San Antonio puis évêque d'El Paso. Démissionnaire.                     |
| 9 décembre 2009  | en fonction       | Daniel E. Flores (en)   | Auparavant évêque auxiliaire de Detroit (Michigan).                                                    |

### Évêques liés au diocèse

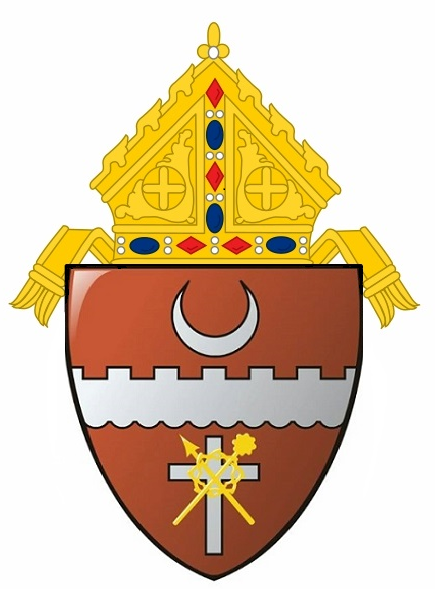
Armoiries du diocèse.

- Mario Alberto Avilés Campos, C.O., évêque auxiliaire depuis le 4 décembre 2017.
- Joseph Patrick Delaney, prêtre incardiné dans le diocèse en 1971, évêque de Fort Worth (1981-2005)

## Églises importantes
L’église principale du diocèse est la cathédrale de l'Immaculée-Conception (en) de Brownsville.
Le diocèse comprend aussi une autre église remarquable, la basilique Notre-Dame-de-Saint-Jean-du-Val de San Juan, basilique mineure et sanctuaire national.

## Sources
- (en) Le diocèse de Brownsville sur catholic-hierarchy.org.

1. ↑  (en) Gabriel Chow, « Immaculate Conception Cathedral » [« Cathédrale Immaculée-Conception »], sur gcatholic.org (consulté le 26 décembre 2023).
2. ↑  (en) Gabriel Chow, « Diocese of Brownsville » [« Diocèse de Brownsville »], sur gcatholic.org (consulté le 26 décembre 2023), onglet « Churches » (« Églises »), section « Special Churches » (« Églises importantes »).
3. ↑  (en) Gabriel Chow, « Basilica of the National Shrine of Our Lady of San Juan del Valle » [« Basilique du sanctuaire national Notre-Dame-de-San-Juan-du-Val »], sur gcatholic.org (consulté le 26 décembre 2023).